# Piotr Palczynski

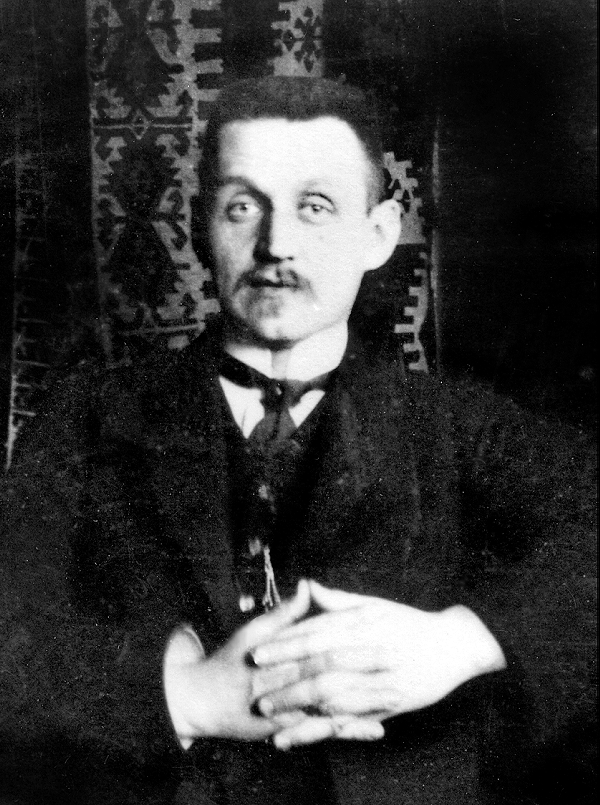
Piotr Palczynski

Piotr Palczynski (ur. 1875, zm. 1929) – rosyjski inżynier i górnik.
Brał udział w rewolucji w 1905, po której niepowodzeniu do 1913 przebywał na emigracji. W 1917 został wiceministrem przemysłu i handlu w Rządzie Tymczasowym, lecz w tym samym roku trafił do więzienia z rozkazu bolszewików. W następnym roku wyszedł na wolność, po czym został profesorem Instytutu Górniczego w Moskwie. W 1929 ponownie znalazł się w więzieniu z powodu oskarżenia o zorganizowanie rzekomej Partii Przemysłowej. Umarł podczas śledztwa.